# Elektrisk isolator
En elektrisk isolator er et materiale, der ikke har frie elektroner som kan overføre elektricitet. For at man kan kalde et materiale en isolator, skal det have en resistivitet på mere end ca. 107 Ω · m. Det vil man normalt kalde ikke-strømførende. Et eksempel på en meget anvendt isolator er den plastkappe der sider omkring ledninger.
Nogle typer isolatorer:
- Højspændings-isolator, dem man finder på højspændings master mellem mastearmen og lederen.
- Plastkappen omkring normale ledninger.
- Olie i store transformere.
- Luft.

## Galleri
- Lakisoleret kobbertråd
- Plastisoleret el-ledning
- Elhegn med rød isolator
- Typisk isolator ved jernbane
- Isolator på højspændingsmast
- Isolerende håndtag på et elektrisk hegn til kvæg ved Öja mose i Ystad.